# Nivea

Logo Nivea

Nivea (latinsky niveus – sněhově bílý) je první krém z řady kosmetických výrobků mezinárodního koncernu Beiersdorf AG z Hamburku v Německu.
Prvním produktem řady byl Nivea Creme (krém Nivea), který byl uveden na trh v prosinci roku 1911. Spoluvynálezci krému byli chemik Isaak Lifschütz, dermatolog Paul Unna a Oskar Troplowitz, lékárník, majitel firmy Beiersdorf, narozený v roce 1863 v Gliwicích v Polsku. Použili vodu, olej, glycerin, kyselinu citronovou a novou ingredienci – eucerit. Ta umožnila dosud nevídané, totiž spojit vodu a olej do dlouhotrvající stabilní báze – krému. Výslednému produktu dali název Nivea, odvozený z latiny, s významem sněhobílý.

## Působení krému na pokožku
Základem objevu Oskara Troplowitze byl eucerit, přírodní látka získávaná z tuku ovčí vlny. Eucerit byl první známou látkou umožňující vznik stabilní emulze z oleje a vody. Eucerit je lanolínovým alkoholem s vysokým obsahem cholesterolu, vykazujícím nízký alergický potenciál. Sestává ze směsi lipidů extrahovaných z tuku ovčí vlny; hlavními složkami jsou cholesterol (30%) a lanosterol.

## Současnost
Složení současné Nivey zůstalo prakticky stejné, jako u původního předpisu: glycerín, panthenol, kyselina citrónová, voda, emulgátor – eucerit a parfemační složky. S dobou se vyvíjelo spíše jeho balení, které nicméně již dlouhou dobu má známou modrou barvu. Krém se dá dnes koupit ve 170 zemích celého světa.